# Beeldend Benelux
Beeldend Benelux. Biographical Handbook est un ouvrage de référence en six volumes sur les arts visuels, publié en 2000 sous la direction de P.M.J.E. Jacobs. 

## Beeldend Benelux. Biografisch handboek
Dans cet ouvrage de référence, les artistes visuels de tout le Benelux sont classés par ordre alphabétique, de 1600 à 2000 environ. Chaque artiste est mentionné avec une courte biographie, une description et une caractéristique de l'œuvre, y compris des sélections d'expositions collectives et individuelles et des références à la littérature. Cet ouvrage de référence en six volumes a été publié en 2000 par le Stichting Studiecentrum voor Beeldende Kunst Tilburg en deux éditions différentes ; les éditeurs finaux étaient les Drs P.M.J.E. Jacobs. Sur son site web, le RKD fait systématiquement référence à ce manuel complet dans ses articles sur les artistes, ainsi qu'à l'ouvrage comparable en deux volumes de Pieter A. Scheen : Lexicon Nederlandse Beeldende Kunstenaars 1750-1950, paru bien plus tôt, en 1969-1970.

### Deux versions
L'édition régulière de Beeldend Benelux. Biografisch handboek comprend six volumes avec un total d'environ 4000 pages, avec des illustrations en noir et blanc. Cette édition standard est reliée en simili-cuir et porte le numéro  (ISBN 9080570710). Il existe également une édition de luxe, reliée en plein cuir, numérotée en chiffres romains et signée par le président de la fondation Tilburg et le rédacteur en chef. Le numéro ISBN de cette édition est  (ISBN 9789080570719) ; le tirage est de 125 exemplaires.

## Version précédente: Beeldend Nederland
Le lexique Beeldend Benelux peut être considéré comme le successeur et la continuation de la publication en deux volumes Beeldend Nederland publiée en 1993, dont M. Jacobs était également le rédacteur final. La préface de cette édition précise que les artistes inclus sont de l'ère moderne et contemporaine - travaillant pour la plupart au 20e siècle. Un total de 17 000 noms est répertorié. Quelques années plus tôt, P.M.J. Jacobs, Beeldend Nederland. Biografisch handboek, Tilburg 1993 (deux volumes). Dans ce premier Lexique Jacobs, les photographes, les designers et les praticiens des arts et de l'artisanat sont inclus.